# ISO 3166-2:BB
ISO 3166-2:BB è uno standard ISO che definisce i codici geografici delle suddivisioni di Barbados; è un sottogruppo dello standard ISO 3166-2.
I codici, assegnati alle 11 parrocchie, sono formati da BB- (sigla ISO 3166-1 alpha-2 dello Stato), seguito da due cifre.

## Codici

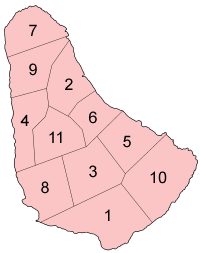
Mappa di Barbados suddivisa in parrocchie, ognuna etichettata col proprio codice ISO-3166-2.

| Codice | Parrocchia    |
| ------ | ------------- |
| BB-01  | Christ Church |
| BB-02  | Saint Andrew  |
| BB-03  | Saint George  |
| BB-04  | Saint James   |
| BB-05  | Saint John    |
| BB-06  | Saint Joseph  |
| BB-07  | Saint Lucy    |
| BB-08  | Saint Michael |
| BB-09  | Saint Peter   |
| BB-10  | Saint Philip  |
| BB-11  | Saint Thomas  |